# Кинашівка (Маньківка)
Кинашівка — колишнє село в Маньківському районі Черкаської області (тепер у складі Маньківки).

## Історія
Присілок відомий із середини XVII століття. Перші жителі самочинно почали заселятися на лісистих землях над річкою, що протікала від Маньківки до Тимошівки. Назва походить від першого забудовника неподалік річки Усатючка на прізвище Кинаш, а відтак, жителів стали називати «кинашами».
У 1768 році в селі нараховувався 51 двір та мешкало 306 чоловіків і жінок. А в 1783 році тут було вже 100 дворів і проживало 354 чоловіки й жінки. У 1795 році у селі мешкало 212 чоловіків та 183 жінки, які проживали в 65 хатах.
У документах Центрального Державного історичного архіву України у фонді під назвою «Розділ Поштової дороги через Уманський повіт» за 1829 рік про це поселення записано, що тут мешкало 272 душі чоловічої статі. У двох світлицях селянської хати діяла церковно-парафіяльна школа, де навчалося п'ятдесят хлопчиків і дівчаток.
12 липня 1958 року Кинашівку приєднано до Маньківки.